# Лоегайре мак Нілл
Лоегайре мак Нілл — (давньоірл. Lóegaire mac Néill) — верховний король Ірландії. Час правління: 418—448 роки н. е. (згідно з хроніками Джеффрі Кітінга) або 428—458 роки н. е. (згідно з «Книгою Чотирьох Майстрів»). Ще в деяких церковних джерелах наводиться дата смерті 462 р. н. е. Син верховного короля Ірландії Ніла Дев'яти Заручників. Вважається, що в часи правління Лоегайре мак Нілла здійснював свою місію в Ірландії святий Патрик — хреститель Ірландії. Є кілька повідомлень про зустріч святого Патрика з Лоегайре у церковних текстах — житіях святого Патрика. Є різні повідомлення про смерть Лоегайре мак Нілла, які мають характер розповіді про надприродне. Є повідомлення про його загибель під час війни з королівством Ленстер (Лайгін) (східна Ірландія).

## Лоегайре мак Нілл і святий Патрик
Ірландські історичні хроніки та літописи неодноразово згадують Лоегайре мак Нілла як верховного короля Ірландії V століття, але історики сумніваються у цих повідомленнях — самі літописи були написані не у V столітті, а значно пізніше. Загалом, вважається що діяльність Лоегайре мак Нілла штучно прив'язана до діяльності святого Патрика (ірл. Naomh Pádraig). Та й гіпотези про дату смерті святого Патрика суттєво розходяться — називається і 461, і 493 рік.
Вважається, що в V столітті О'Ніли — нащадки верховного короля Ніла Дев'яти Заручників вели боротьбу за владу в Ольстері та воювали з королівством Ленстер. Припускають також, що влада Лоегайре мак Нілла була зосереджена в Коннахті — саме там у давньому Круахані святий Патрик зустрічається з дочками Лоегайре мак Нілла. Припускають також, що він правив у 80-тих роках V століття. Ще припускають, що діяльність святого Патрика припадає не на правління Лоегайре мак Нілла, а на час правління його сина — Лугайда мак Лоегайре.
Ірландський монах і історик VII століття Мурху мокку Макхені (ірл. — Muirchú moccu Mactheni) описує Лоегайре мак Нілла як жорстокого короля варварів і язичника який погрожував вбити святого Патрика. Святий Патрик відповідав на погрози, що Лоегайре потрібно або прийняти християнську віру, або померти. Лоегайре дослухавшись до порад свого народу приймає хрещення.

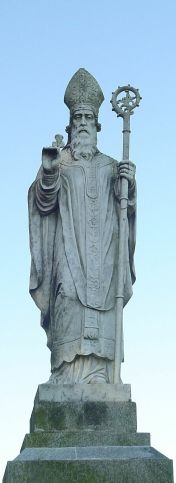
Статуя Святого Патрика на горі Тара в Ірландії

Інший біограф святого Патрика, Тірехан (ірл. Tírechán) пише, що Лоегайре лишається язичником попри чудеса святого Патрика. Пізніше житіє «Vita tripartita Sancti Patricii» («Тристороннє життя святого Патрика») повідомляє, що Лоегайре лишився королем-язичником і похований в Тарі.
Легенди розповідають, що святий Патрик прийшов в Тару, столицю верховних королів Ірландії, коли король Лоегайре мак Нілл влаштовував свято Тари. Згідно зі звичаєм, в усій Ірландії тоді гасили вогні й не сміли запалювати, аж поки друїди не запалять священний вогонь в королівській залі. Святий Патрик зійшов на пагорб навпроти замку та запалив там Пасхальний Вогонь. Друїди поспішили попередити короля, що цей вогонь неодмінно треба загасити тепер або він не згасне в Ірландії ніколи. Та королівські посланці не здолали загасити вогонь, аж поки не вигоріли дрова. А наступного дня сам Патрик прийшов до палацу в єпископському вбранні, з урочистою процесією та переміг друїдів у змаганні, протиставивши магії свої молитви. Про це змагання складено багато легенд, але певне одне: мужність та непохитна вірність Христові справили на короля таке велике враження, що він дозволив Патрикові вільно проповідувати Євангеліє та хрестити тих членів його сім'ї, які того захочуть. Того дня було охрещено Конала, брата Верховного Короля, і в цій гілці роду через декілька поколінь прийшов на світ ще один глибоко шанований ірландцями святий — святий Колумба.

## Правління
Лоегайре мак Нілл згідно з легендами, пререказами та ірландськими історичними хроніками воював з королівством Ленстер, вимагаючи сплатити традиційну данину — борома, яку наклав на королівство Ленстер ще верховний король Туатал Техтмар. Наводяться дані, що Лоегайре вимагав від королівства Ленстер чи то 5000, чи то 15 000 голів худоби. Лейстер відмовився платити таку данину і почалася війна. Війна закінчилася невдало для короля Лоегайре — він був розбитий в битві королем Ленстеру Крімханном мак Енай (ірл. — Crimthann mac Énnai). Лоегайре після поразки потрапив у полон до ленстерців і мусив заприсягтися «водою і повітрям, землею, сонцем і місяцем», що ніколи не буде вимагати від Ленстера данини і ніколи не піде на нього війною. Але судячи з усього він порушив дану присягу.

## Смерть
Всі повідомлення про смерть Лоегайре мак Нілла мають явно легендарний характер. У легендах повідомляється, що Лоегайре мак Нілл порушив свою присягу і знову пішов війною на Ленстер вимагати борома. Проте сили природи, якими він клявся знищили його під час походу: коли Лоегайре мак Нілл досягає річки Ліффі біля Кілдара вітер покидає його легені, сонце спалює його, а земля хоронить його. Друїди колись пророчили Лоегайре мак Ніллу, що він помре між Ірландією та Альбенех (Альбою, нинішньою Шотландією), тому Лоегайре мак Нілл ніколи не виходив в море. Але під час походу він випадково заїхав між двома пагорбами — Ерє та Алба (які називаються так само як Ірландія та Шотландія) і помер. Нарешті, ще одна легенда повідомляє, що Лоегайре мак Нілл був проклятий святим Патриком за те, що протидіяв хрещенню Ірландії і помер в результаті цього прокляття.

## Нащадки
Легенди повідомляють, що Лоегайре мак Нілл мав двох дочок — Ехьне Справедливу та Феделм Червону (Руду) та сина Лугайда, що став верховним королем Ірландії. Згідно з легендою святий Патрик прокляв Тару і всіх королів Тари. І нащадки Лоегайре мак Нілла, щоб уникнути прокляття покинули Тару і більше ніхто в ній не селився — вона перетворилася у пагорб. Згідно з легендою дочки короля Ехьне Справедлива та Феделм Руда прийняли християнство в Круахані і швидко померли після цього намагаючись якомога скоріше побачити Христа і його царство.